# Chris Paterson
Christopher Douglas Paterson, MBE (Edimburgo, Escocia; 30 de marzo de 1978) es un exrugbista británico que se desempeñaba como fullback.

## Biografía
Paterson se formó deportivamente en el Gala RFC y en 1998, cuando estudiaba profesorado de educación física en la Universidad de Edimburgo fue fichado profesionalmente por Glasgow Warriors debiendo dejar la carrera. Solo jugó dos partidos y fue comprado por el Edinburgh Rugby, club con el que permaneció hasta 2007 cuando lo dejó ya que la SRU planeaba realizar un entrenamiento pre-Mundial y el club se negaba a dar sus jugadores. Se marchó a la Premiership Rugby para jugar con el Gloucester Rugby firmando un contrato de tres años, no obstante solo estuvo uno, volviendo a Edinburgh Rugby donde se retiró en 2012.

## Selección nacional
Paterson es el que más encuentros jugó con el XV del cardo con 109 partidos y anotó 809 puntos siendo también el máximo anotador. Se retiró de su selección en 2011 y nunca obtuvo ningún título con ella.

### Participaciones en Copas del Mundo
Paterson es uno de los pocos jugadores en haber disputado cuatro Copas Mundiales. Se retiró de su selección en Nueva Zelanda 2011, su último mundial. Escocia fue eliminada por primera vez en fase de grupos, producto de las derrotas sufridas ante los Pumas (13-12) y el XV de la Rosa (16-12).
| Mundial                       | Sede          | Resultado        | PJ | Pts |
| ----------------------------- | ------------- | ---------------- | -- | --- |
| Copa Mundial de Rugby de 1999 | Gales         | Cuartos de final | 2  | 0   |
| Copa Mundial de Rugby de 2003 | Australia     | Cuartos de final | 5  | 71  |
| Copa Mundial de Rugby de 2007 | Francia       | Cuartos de final | 5  | 46  |
| Copa Mundial de Rugby de 2011 | Nueva Zelanda | Primera fase     | 3  | 23  |